# Марциново (Ґолдапський повіт)
Марциново (пол. Marcinowo, нім. Martinsdorf) — село в Польщі, у гміні Ґолдап Ґолдапського повіту Вармінсько-Мазурського воєводства.
Населення — 68 осіб (2011).
У 1975-1998 роках село належало до Сувальського воєводства.

## Демографія
Демографічна структура станом на 31 березня 2011 року:
|          | Загалом | Допрацездатний вік | Працездатний вік | Постпрацездатний вік |
| -------- | ------- | ------------------ | ---------------- | -------------------- |
| Чоловіки | 36      | 8                  | 28               | 0                    |
| Жінки    | 32      | 7                  | 21               | 4                    |
| Разом    | 68      | 15                 | 49               | 4                    |